# Mathew Belcher
Pour les articles homonymes, voir Belcher.
Mathew Belcher, né le 20 septembre 1982 à Gold Coast (Queensland), est un skipper australien. Il a remporté le titre olympique en 470 en 2012. 

## Palmarès
- Jeux olympiques de 2012 : 
  -  Médaille d'or en 470 avec Malcolm Page